# Okręgowe rozgrywki w piłce nożnej woj. warmińsko-mazurskiego (2007/2008)

## I, II i III liga
Drużyny z województwa warmińsko-mazurskiego występujące w ligach centralnych i makroregionalnych:
- I liga - brak
- II liga - brak
- III liga - OKS 1945 Olsztyn, Olimpia Elbląg

## Baraże o nową II ligę
Unia Tarnów - Jeziorak Iława 1:0/0:1 k. 2:3

## IV liga
| Poz. | Klub              | M  | Pkt. | Bramki |
| ---- | ----------------- | -- | ---- | ------ |
| 1    | Jeziorak Iława    | 30 | 72   | 71-16  |
| 2    | Huragan Morąg     | 30 | 71   | 86-23  |
| 3    | Start Działdowo   | 30 | 58   | 54-27  |
| 4    | Mrągowia Mrągowo  | 30 | 58   | 57-25  |
| 5    | Vęgoria Węgorzewo | 30 | 55   | 52-29  |
| 6    | Concordia Elbląg  | 30 | 51   | 52-39  |
| 7    | Czarni Olecko     | 30 | 51   | 63-42  |
| 8    | Zatoka Braniewo   | 30 | 48   | 51-49  |
| 9    | Płomień Ełk       | 30 | 42   | 44-38  |
| 10   | Sokół Ostróda     | 30 | 40   | 44-38  |
| 11   | Polonia Pasłęk    | 30 | 31   | 34-54  |
| 12   | Zamek Kurzętnik   | 30 | 28   | 28-52  |
| 13   | Mamry Giżycko     | 30 | 24   | 26-57  |
| 14   | Granica Kętrzyn   | 30 | 24   | 33-73  |
| 15   | Motor Lubawa      | 30 | 18   | 29-71  |
| 16   | MKS Szczytno      | 30 | 7    | 15-106 |

## Baraże o nową III ligę
Zatoka Braniewo - MKS Mielnik 1:0/1:3

## Baraże o IV ligę
- MKS Korsze  - MKS Szczytno 3:0/4:1
- Ewingi Zalewo - Motor Lubawa 3:2/0:9
- MKS Szczytno też zagra w IV lidze - została ona powiększona do 18 drużyn

## Klasa okręgowa

### grupa I
- awans: Błękitni Pasym, Rominta Gołdap, Mazur Ełk, Tęcza Biskupiec, MKS Korsze
- spadek: brak

### grupa II
- awans: GKS Wikielec, ZKS Olimpia Elbląg, Start Nidzica, Tęcza Miłomłyn
- spadek: Żabianka/Huragan II Zabi Róg

## Baraże o klasę okręgową
- Pojezierze Prostki - Mazur Pisz 1:3/1:6
- Fortuna Dorotowo Gągławki - Polonia Lidzbark Warmiński 2:2/0:4
- Grunwald Gierzwałd - Żabianka/Huragan II Zabi Róg 5:1/2:2
- Zalew Frombork - Barkas Tolkmicko 0:0/0:1

## Klasa A
- grupa I:
  - awans: Znicz Biała Piska, Fortuna Wygryny
  - spadek: Orzeł Stare Juchy
- grupa II:
  - awans: Cresovia Górowo Iławeckie, GLKS Miłakowo
  - spadek: brak
- grupa III:
  - awans: Omulew Wielbark, Stomilowcy Olsztyn
  - spadek: KP Szczytno
- grupa IV:
  - awans: Unia Susz, Wel Lidzbark Welski
  - spadek: Mewa Smykowo

## Turnieje barażowe o klasę A

### grupa A
| Poz. | Klub              | M | Pkt. | Bramki |
| ---- | ----------------- | - | ---- | ------ |
| 1    | Hetman Baranowo   | 2 | 6    | 4-1    |
| 2    | Orzeł Stare Juchy | 2 | 3    | 1-1    |
| 3    | KP Szczytno       | 2 | 0    | 1-4    |

### grupa B
| Poz. | Klub               | M | Pkt. | Bramki |
| ---- | ------------------ | - | ---- | ------ |
| 1    | Pogezania Milejewo | 2 | 6    | 8-1    |
| 2    | Radomniak Radomno  | 2 | 3    | 4-5    |
| 3    | Zalew Kamińsk      | 2 | 0    | 0-6    |

### grupa C
| Poz. | Klub         | M | Pkt. | Bramki |
| ---- | ------------ | - | ---- | ------ |
| 1    | Vel Dąbrówno | 2 | 6    | 5-3    |
| 2    | KS Tyrowo    | 2 | 3    | 3-3    |
| 3    | KS Łęgajny   | 2 | 0    | 0-3    |

## Klasa B
- grupa I - awans: Czarni II Olecko, Hetman Baranowo
- grupa II - awans: Relax Płoskinia
- grupa III -awans: Humdrex Mszanowo
- grupa IV - awans: Start II Nidzica
- grupa V - awans: Kormoran Purda

## Wycofania z rozgrywek
Unia Woźnice, Strażak Olszyny, Orzeł/Sparta Biesal, Perkoz Łężany, Piast Piasty Wielkie, Orzeł Mortęgi, Burza-Vel Bratian, Pruski Iłowo

## Nowe zespoły
Vęgoria II Węgorzewo, Czarni II Olecko, MLKS Orzysz, Piast Piasty Wielkie, Orzeł Mortęgi, Błękitni Montowo, Start II Nidzica, Warmiak II Łukta, Gmina Braniewo